# Trial By Fire: Live in Leningrad
Trial By Fire: Live in Leningrad är ett livealbum av Yngwie Malmsteen, utgivet i oktober 1989. Det spelades in samma år under en konsert i Leningrad (idag S:t Petersburg), innan Sovjetunionens fall, och finns även inspelad på video.
Musiker: Anders Johansson, Jens Johansson, Joe Lynn Turner och Barry Dunaway.

## Låtlista
1. "Liar" (Yngwie Malmsteen) - 3:56
2. "Queen in Love" (Yngwie Malmsteen) - 3:56
3. "Déjà Vu" (Yngwie Malmsteen) - 4:08
4. "Far Beyond the Sun" (Yngwie Malmsteen) - 8:17
5. "Heaven Tonight" (Yngwie Malmsteen/Joe Lynn Turner) - 4:29
6. "Dreaming (Tell Me)" (Yngwie Malmsteen/Joe Lynn Turner) - 6:34
7. "You Don't Remember, I'll Never Forget" (Yngwie Malmsteen) - 6:04
8. "Guitar Solo (Trilogy Suite Op: 5/Spasebo Blues)" (Yngwie Malmsteen/Joe Lynn Turner) - 10:16
9. "Crystal Ball" (Yngwie Malmsteen/Joe Lynn Turner) - 6:03
10. "Black Star" (Yngwie Malmsteen) - 6:09
11. "Spanish Castle Magic" (Jimi Hendrix) - 6:44